# Luis Jiménez Aranda
Pour les articles homonymes, voir Aranda.
Luis Jiménez Aranda, né le 21 juin 1845 à Séville et mort à Pontoise en 1928 est un peintre espagnol.
Ses frères José et de Manuel Jiménez Aranda, sont eux aussi peintres.

## Biographie

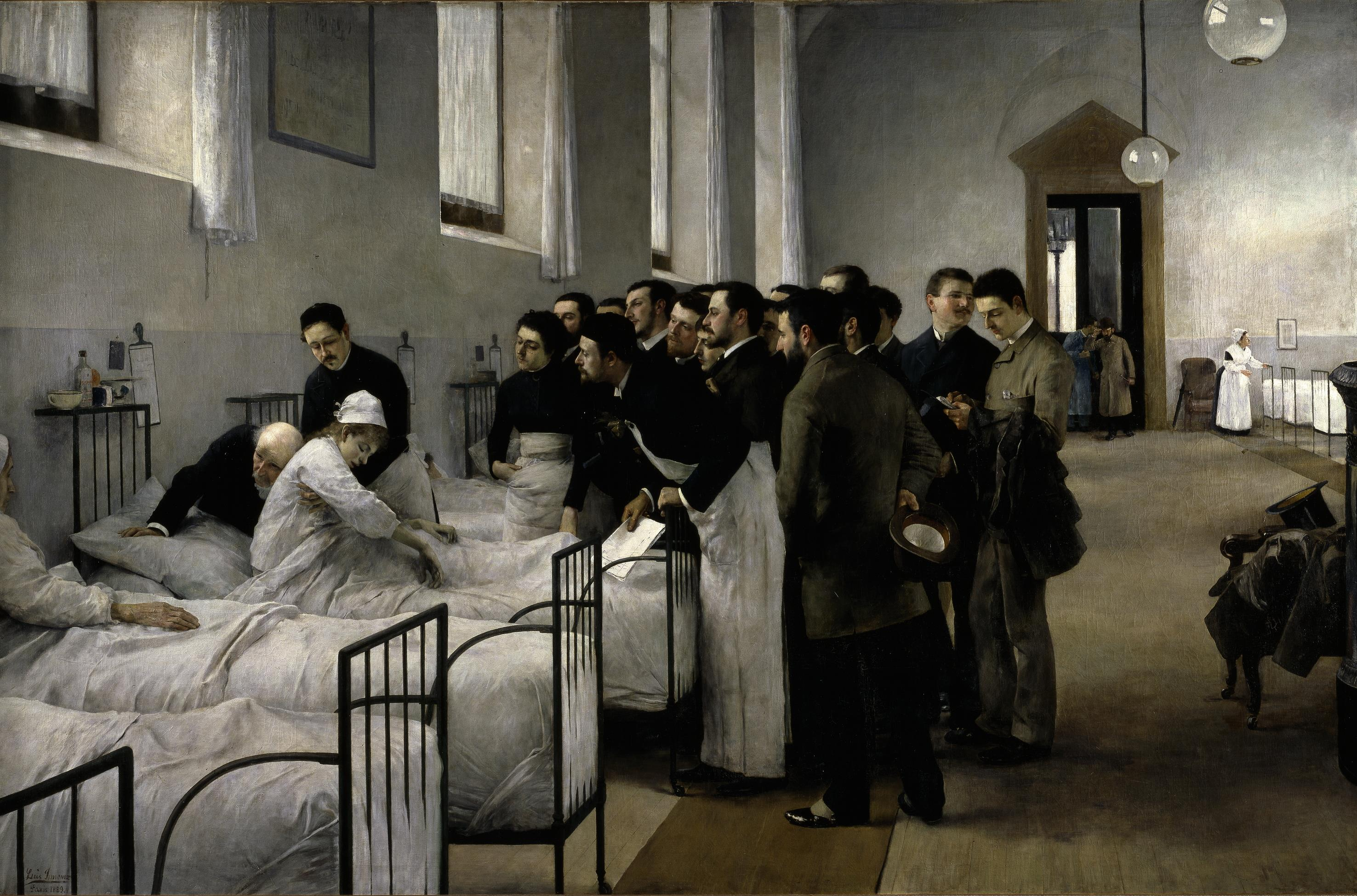
La visite du médecin en chef à l'hôpital (1889)

Initié à la peinture par son frère José, il suit des cours à l'Académie royale des Beaux-Arts Sainte Isabelle de Hongrie, à Séville puis suit le peintre orientaliste Mariano Fortuny à Rome pendant dix ans.
Il s'installe à Paris en 1874 avec son épouse Lucie Stisi. 
En 1876, peut-être pour rencontrer Pissarro, il visite Pontoise et s'y établit, au 6, rue de la Croix du Bourg. Il y passera les cinquante-deux dernières années de sa vie et sera naturalisé français.
En 1886, il expose et obtient une médaille d'argent de 1re classe en section dessin à la seconde exposition internationale de blanc et noir, se tenant à Paris, ainsi que George Roux.
Il se fait remarquer du public parisien lors de l'exposition universelle de Paris en remportant une médaille d'or pour son tableau La visite du médecin chef à l'hôpital. Il participera aussi à l'exposition universelle de Chicago en 1893.

## Style
Intéressé par le naturalisme et l'impressionnisme, il fait l'admiration de ses contemporains par son goût du détail et du réalisme. Certains le comparent à son compatriote Diego Vélasquez. Son œuvre est essentiellement composée de peintures aux thèmes historiques.

## Œuvres

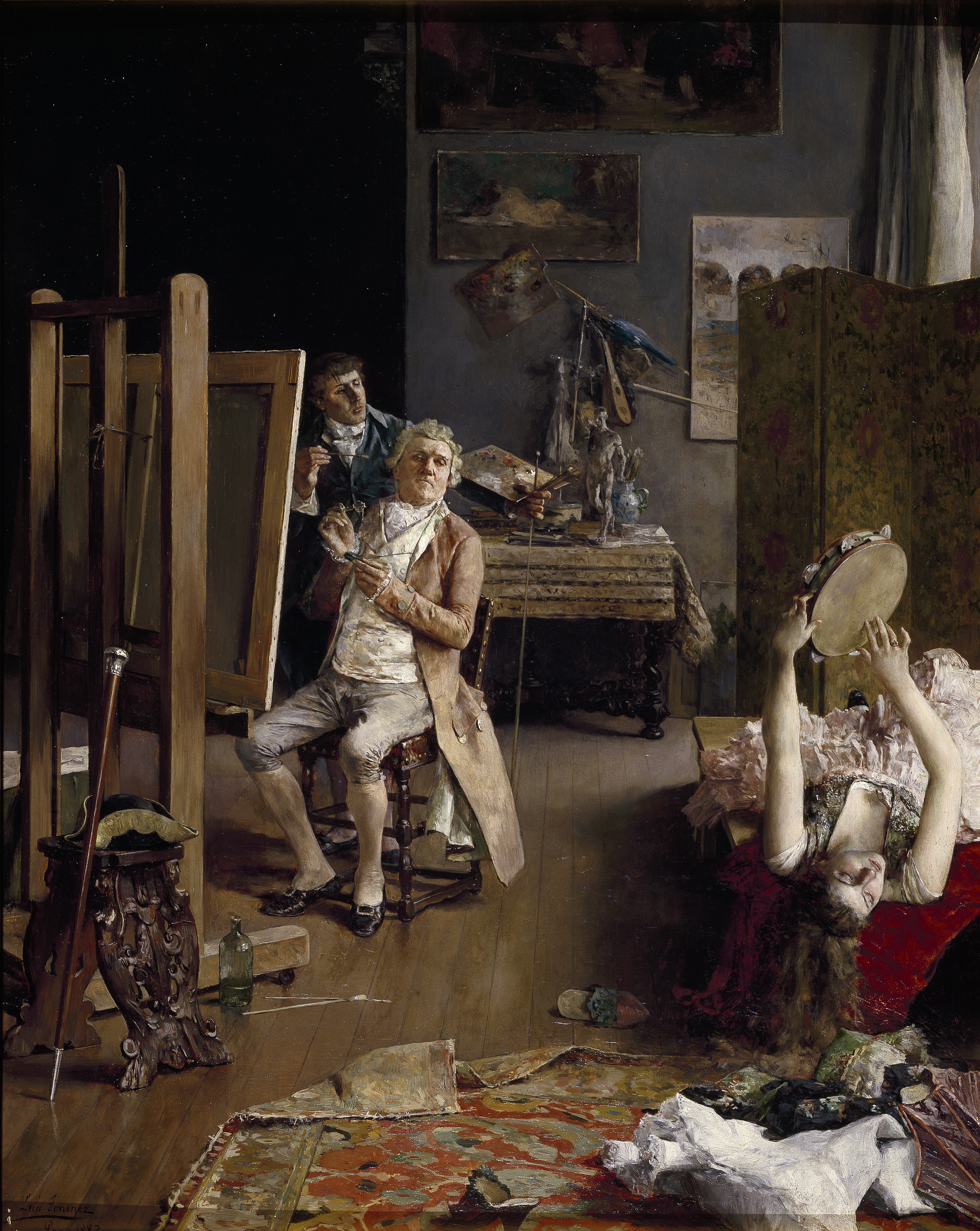
Dans l'atelier du peintre (1882).
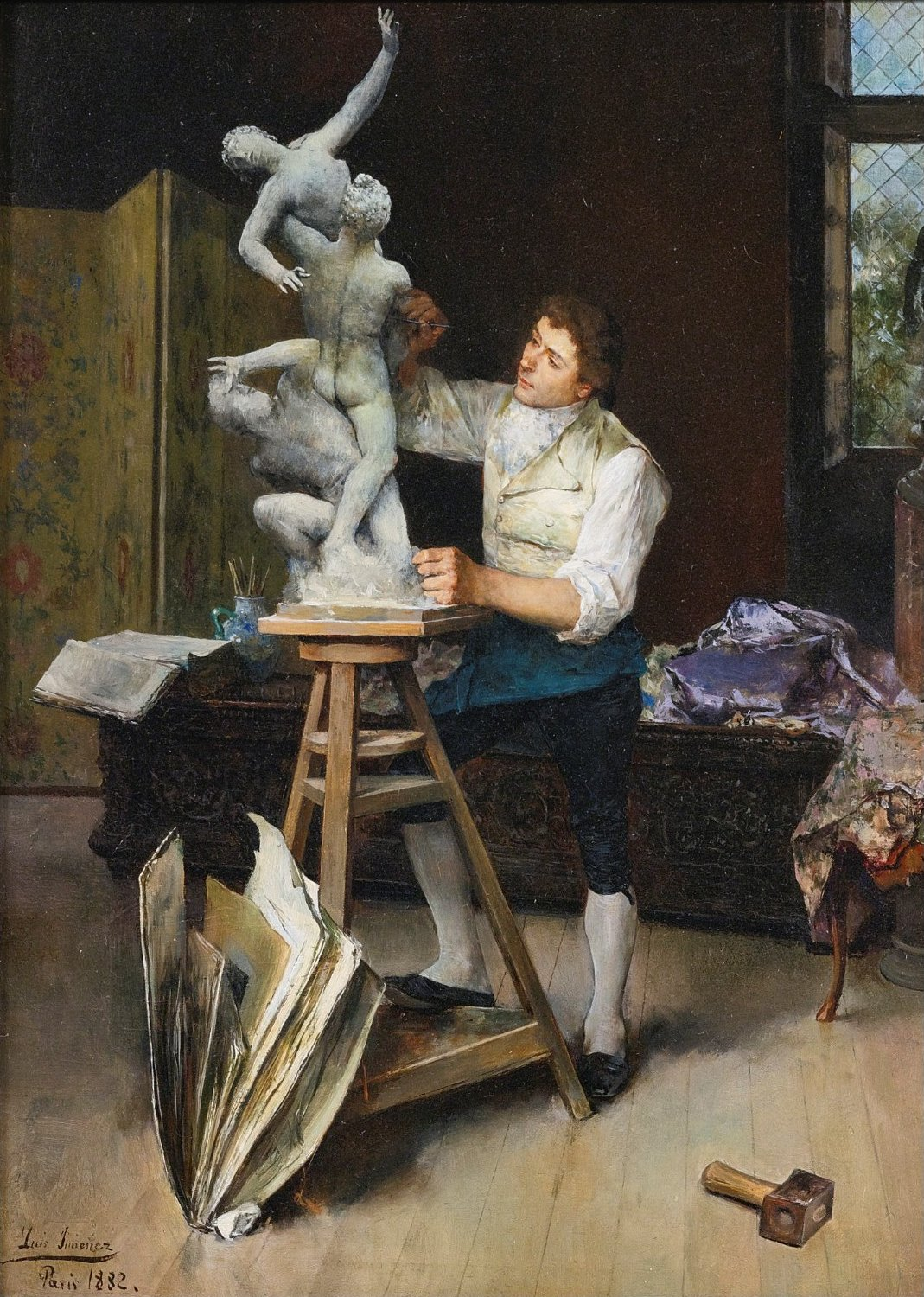
Le sculpteur (1882).
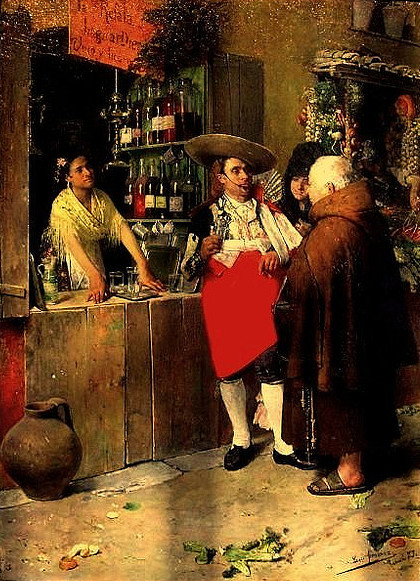
Estaminet andalou (1873)
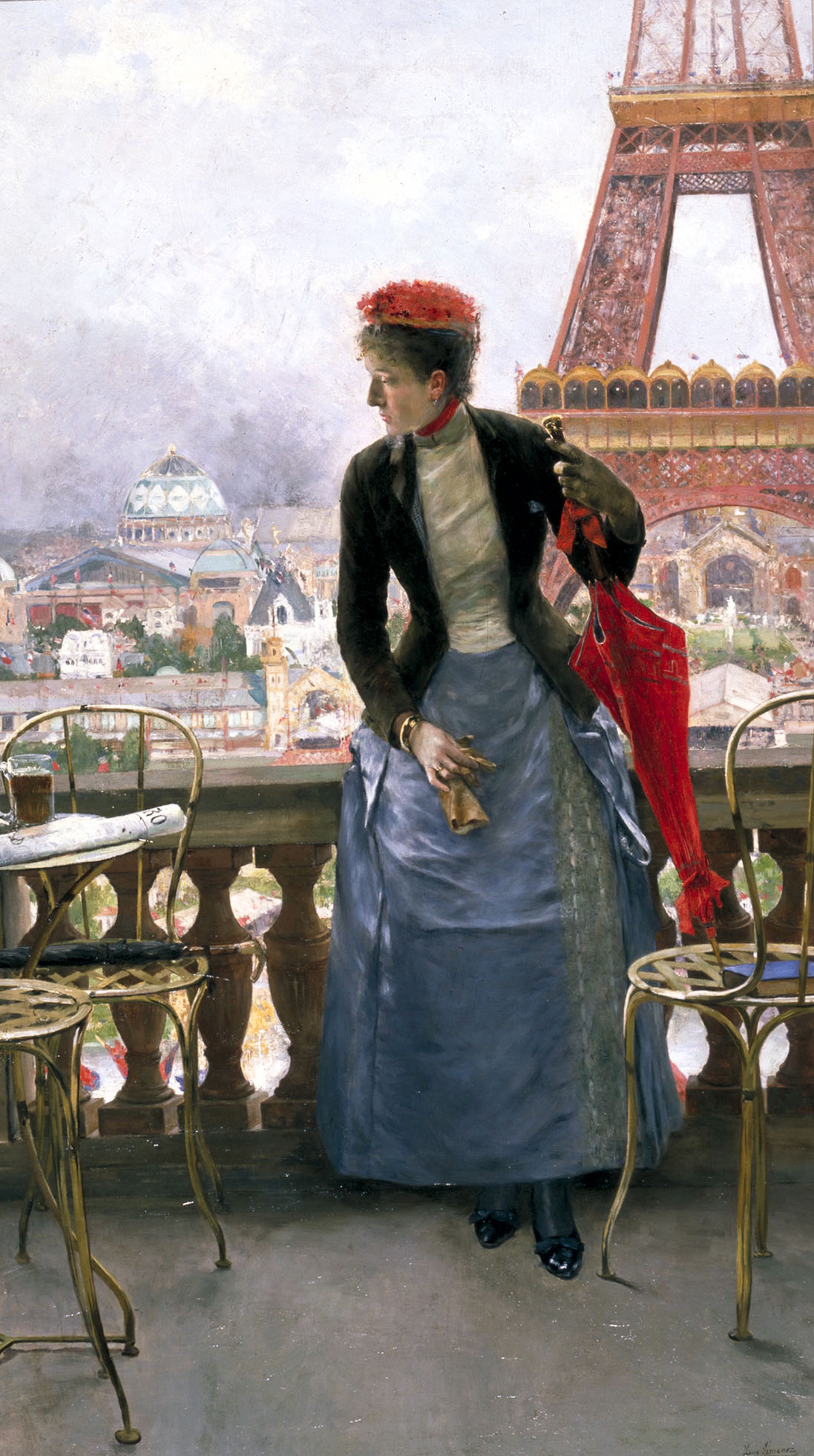
Une dame à l'exposition universelle de Paris (1889).